# Šoporňa
Šoporňa é um município da Eslováquia, situado no distrito de Galanta, na região de Trnava. Tem 31,39 km² de área e sua população em 2018 foi estimada em 4.193 habitantes.

## Demografia
| Ano:        | 1994 | 2004   | 2014   | 2024   |
| ----------- | ---- | ------ | ------ | ------ |
| Broj ljudi: | 4000 | 4149   | 4171   | 4032   |
| Razlika:    |      | +3,72% | +0,53% | -3,33% |

| Ano:               | 2023 | 2024   |
| ------------------ | ---- | ------ |
| Número de pessoas: | 4079 | 4032   |
| Diferença:         |      | -1,15% |